# Jared W. Williams

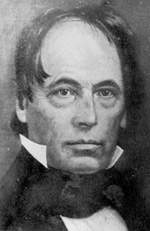
Jared W. Williams

Jared Warner Williams (* 22. Dezember 1796 in West Woodstock, Windham County, Connecticut; † 29. September 1864 in Lancaster, New Hampshire) war ein US-amerikanischer Politiker und von 1847 bis 1849 Gouverneur des Bundesstaates New Hampshire. Er vertrat außerdem seinen Staat in beiden Kammern des US-Kongresses.

## Frühe Jahre und politischer Aufstieg
Jared Williams besuchte bis 1818 die Brown University in Providence (Rhode Island). Nach einem Jurastudium an der Litchfield Law School und seiner im Jahr 1822 erfolgten Zulassung als Rechtsanwalt begann er in Lancaster in seinem neuen Beruf zu praktizieren. Zwischen 1830 und 1831 und nochmals von 1835 bis 1836 war er Abgeordneter im Repräsentantenhaus von New Hampshire. Dazwischen gehörte er von 1832 bis 1834 dem Staatssenat an. Williams war Mitglied der Demokratischen Partei und absolvierte zwischen dem 4. März 1837 und dem 3. März 1841 zwei Legislaturperioden im US-Repräsentantenhaus.

## Gouverneur von New Hampshire und US-Senator
Im Jahr 1846 war Williams in den Gouverneurswahlen noch knapp gescheitert. Ein Jahr später wurde er dann zum neuen Gouverneur seines Staates gewählt. Nach einer Wiederwahl im Jahr 1848 konnte er zwischen dem 3. Juni 1847 und dem 7. Juni 1849 amtieren. In seiner Amtszeit wurde die Miliz des Staates reformiert und ein neues Scheidungsrecht vor dem Hintergrund von Religionsstreitigkeiten diskutiert. Ebenfalls in dieser Zeit wurden per Gesetz die Eigentumsrechte neu geregelt. Gouverneur Williams unterstützte die Bundesregierung während des Mexikanisch-Amerikanischen Krieges. Allerdings gab es in New Hampshire eine starke Opposition gegen diesen Krieg. Nach dem Ende seiner Amtszeit wurde Williams im Jahr 1852 Richter an einem Nachlassgericht im Coos County.
Nach dem Tod von US-Senator Charles G. Atherton wurde Williams am 29. November 1853 zu dessen vorläufigem Nachfolger als Klasse-2-Senator ernannt. Williams trat am 4. August 1854 zurück. Am 4. März 1855 wurde John P. Hale sein gewählter Nachfolger.

## Weiterer Lebenslauf
Nach seiner Rückkehr aus Washington zog sich Williams allmählich aus der Politik zurück. In seinem Todesjahr 1864 war er noch einmal Delegierter zur Democratic National Convention in Chicago. Er starb am 29. September desselben Jahres und wurde in Lancaster beigesetzt. Mit seiner Frau Sarah Hawes Bacon hatte er zwei Kinder.